# Nigel de Brus
Nigel de Brus (c. 1279-septiembre de 1306) fue el hermano menor de Roberto I de Escocia. Nació en Carrick, Ayrshire, Escocia. Sus padres fueron Robert de Brus, VI señor de Annandale y Marjorie, condesa de Carrick. Apoyó a su hermano menor en la disputa por el trono escocés y participó en la guerra de independencia de Escocia.
En 1306, fue capturado por las fuerzas inglesas en el castillo de Kildrummy, dónde él y su guarnición resistieron contra las fuerzas del rey Eduardo, quién había capturado a la reina Isabel; a la hija del rey, Marjorie; a las hermanas de Nigel, María y Cristina, y a Isabella MacDuff, condesa de Buchan. Sus acciones posibilitaron la huida de las damas, aunque estas no tardaron en volver a ser traicionadas por Guillermo II, conde de Ross, gracias a lo cual volvieron a manos inglesas.
Después de su captura fue condenado por alta traición a ser ahorcado, arrastrado y descuartizado en septiembre de ese mismo año en Berwick-upon-Tweed.